# 諾森布里亞王國
諾森布里亞王國（古英語： ) 是中世纪早期盎格鲁撒克逊人的一個王国，位于现在的英格兰北部和苏格兰东南部。
諾森布里亞源自古英语Norþan-hymbre，意思是「亨伯河以北的人民或省份」， 與其相對的是亨伯河口以南的索森布里亞人。諾森布里亞在七世纪初由較早存在的德伊勒王國和伯尼西亚王國兩個王朝整合为一个王国。在其鼎盛时期，王国領土由南邊的亨伯河、峰区和梅西河延伸到北部的福斯湾（现位于苏格兰）。諾森布里亞在十世纪中期失去独立，当时德伊勒被丹人征服并成立约克王国。班堡伯爵仍持續控制伯尼西亚一段時間，然而特威德河以北的地区最终被併入苏格兰王国，而特威德河以南的部分则被并入英格兰王国，成為诺森伯兰郡和達勒姆巴拉丁郡。

## 歷史

#### 凱爾特布立吞起源說
盎格鲁撒克逊人最初以蒂斯河為界，在諾森布里亞建立了两个王国：伯尼西亞王國在北側，德伊勒王國在南側。 这两个王國原本可能是被日耳曼遷徙者佔領的凱爾特布立吞本土王國，不過很少有關於布立吞人的建設和文化紀錄留下。關於布立吞人曾居住的主要证据是地名，例如德伊勒和伯尼西亞很可能都是布立吞語而不是盎格鲁撒克逊名称，这表明一些布立吞地名在盎格鲁撒克逊人迁移到諾森布里亞後依然維持使用。 还有一些考古证据支持伯尼西亚與德伊勒在政治上起源於布立吞人。在伯尼西亚南部，今天耶弗林的切維厄特山丘有一座名為耶弗林貝爾的山丘堡壘，它先後成為布立吞人和盎格魯撒克遜人的重要中心。堡垒在羅馬時代前便建立，可以追溯到约一世纪的铁器时代。除了罗马人曾經占领的迹象外，该遗址还發現早于日耳曼人定居前留下的木造建築，这些建筑可能是布立吞人定居的遺跡。此外，耶弗林这一地名看似盎格魯语，中世紀歷史學家比德曾提到在同一個地點存在一個叫戈弗林（Gefrin）的小鎮，可以追溯到布立吞語的戈弗爾（gafr）。  盎格鲁撒克逊人开始在北方定居後，埃德溫國王在耶弗林建立一座王宮而繼續做為重要的政治中心。 
总体而言，盎格魯语地名在诺森布里亞地區佔了大部分，这表示比德在8世纪写作时，盎格鲁撒克逊文化已经非常盛行。  根据比德的说法，盎格鲁人主導在亨伯河以北定居的日耳曼移民以及政治地位。 虽然本土布立吞人可能已经部分融入了諾森布里亞的政治结构中，但比德的《英吉利教会史》等較近代的文本描述諾森布里亞人和布立吞人關係緊張的关系描述为令人担忧。 

#### 统一伯尼西亚和德伊勒
伯尼西亚和德伊勒兩國在654年半永久统一之前经常发生冲突。德伊勒的政治权力集中在约克郡东部，包括约克、北约克沼泽和约克谷。伯尼西亞的政治中心地區是班堡和林迪斯法恩 、蒙克威爾茅斯和雅羅周邊地区，以及本寧山脈西部卡莱尔周邊的坎布里亞 。 这两个国家统一後的名称「諾森布里亞」可能是由比德创造的，透過《英吉利教會史》傳播而廣為人知。 
早期伯尼西亞和德伊勒王室系譜来自比德的《英吉利教會史》和威尔士编年史家內尼厄斯的《不列顛人的歷史》。据内尼厄斯記載，伯尼西亞王朝由艾達開創。 艾达在位十二年（自547年始）并将班堡併入伯尼西亚。 在内尼厄斯的德伊勒家谱記載，一位名叫索米尔（Soemil）的国王将伯尼西亚和德伊勒分开，这可能意味着他从本土布立吞人手中夺取了德伊勒王国，但無法得知這一假設事件發生的時期。比德的《英吉利教會史》中記載第一位德伊勒国王是埃勒 ，他是諾森布里亞第一位基督教國王埃德溫的父亲。 
伯尼西亚國王艾達的孙子埃塞爾弗里斯首次統一個兩個王國，他將德伊勒國王埃德溫流放到東盎格利亞國王雷德瓦爾德的宮廷中。但埃德溫在616年在雷德瓦爾德的幫助下重新征服諾森布里亞。埃德溫大約在616 年至633年间在位，他是德伊勒王朝最後一位統治整個諾森布里亞的國王。伯尼西亞國王奥斯瓦尔德（约 634-642年在位）成功鞏固兩國的永久合併。奧斯瓦爾德的弟弟奥斯威繼承諾森布里亞王位，雖然德伊勒王朝曾嘗試再次分離，但最後仍由伯尼西亞王室主導諾森布里亞王國。不過在奧斯瓦爾德之後，德伊勒仍繼續存在數位小國王，包含奧斯溫（埃德温的亲戚，在 651年被奥斯威谋杀）、歐瑟爾瓦爾德（655年阵亡）與奧德弗里斯（奧斯威之子，於664年後失蹤）。歐瑟爾瓦爾德和奧德弗里斯都是奧斯威的親戚，他們可能都透過關係得到德伊勒的統治權，但他們都利用德伊勒分裂主義的情緒試圖使德伊勒獨立，但最終都失敗。奧斯威的兒子埃吉弗里斯延續諾森布里亞王國的統一路線。
虽然伯尼西亞和德伊勒王室透過暴力衝突爭奪諾森布里亞的統治權，政治聯姻也對統合兩國產生重要影響。埃塞爾弗里斯迎娶埃德溫的妹妹愛卡，不過這沒有阻止兩國未來的衝突。第二次聯姻則更為成功，奧斯威迎娶埃德溫的女兒兼自己的堂妹恩弗來德，兩人生下埃吉弗里斯將兩個王室血統統合，成為諾森布里亞王朝。不過奧斯威和另一位名叫菲娜的愛爾蘭婦女生下奧德弗里斯對產生繼承權問題。比德在他的《聖卡斯伯特的生平與奇蹟》一書中說被愛爾蘭人稱為弗蘭德的奧德弗里斯是私生子，所以沒有合法繼承權。

#### 諾斯人定居

878年的英格兰。前诺森布里亞王国（黄色）的独立地區后部位于丹麦法律（粉红色）的北部。

九世纪维京人入侵和丹人法區的建立再次分裂诺森布里亞王國。《盎格鲁撒克逊编年史》雖然著作於英格蘭南部地區，但也提供一些8世紀末到9世紀初諾森布里亞王國和維京人衝突的紀錄（主要是D和E抄本）。根据這些紀錄，自793年維京海盜袭击林迪斯法恩修道院起，维京勢力便開始侵襲諾森布里亞。然而在最初灾难性的襲擊之後，9世紀初維京人襲擊諾森布里亞王國的記錄若非零散則已佚失。不過在865年，維京人的異教徒大軍在東盎格利亞王國登陸，開始大規模的征服行動。大軍在866-867年間短時間內兩度襲擊約克。第一次襲擊後維京大軍就繼續北上，留下國王奧斯伯特和埃勒重奪城市。編年史E抄本紀錄諾森布里亞王國此時陷入內鬥而更加脆弱，廢黜奧斯伯特轉而支持埃勒。維京人第二次奪下約克的同時殺死了埃勒和奧斯伯特。
威塞克斯國王阿尔弗雷德重新掌控英格兰南部後，諾斯入侵者在英格蘭中部、东盎格利亚和诺森布里亞南部定居，建立丹人法区。諾斯人在諾森布里亞建立约克王国，其边界大致位于蒂斯河和亨伯河之間，其領土規模与德伊勒大致相同。这个王国在920年代落入了愛爾蘭諾斯殖民者手中，並与南方的威塞克斯征服者不断发生冲突，但約克王國一直延續到954年，直到最后一位斯堪的纳维亚国王埃里克（通称血斧埃里克）被驱逐並殺害。   
相較來說，異教徒大军在蒂斯河以北的征服行動並不成功。雖然對該地區有劫掠行動，但沒有資料顯示有諾斯人長期佔領，也沒有留下斯堪地那維亞地名來顯示諾森布里亞地區有重要的諾斯人定居地。
在维京人征服诺森布里亚期间，蒂斯河以北的政治格局由圣卡斯伯特修會和诺森布里亚的盎格魯精英的殘黨组成。自875年哈夫丹·朗納爾森袭击圣卡斯伯特修會的根據地林迪斯法恩以來，圣卡斯伯特修會已經「流浪」了一百年。根據《圣卡斯伯特的历史》記述，他们曾在875-883年间短暫定居於約克的維京國王古斯雷德賜予的切斯特勒街。  根据12世纪的《諸王史》記載，古斯雷德授予他們這塊地以換取他們對國王的認同。從蒂斯河到泰恩河間的土地，任何逃亡到這裡的人都可以得到37天的庇護，顯示聖卡斯伯特修會有一定的司法自治權。這個地區可能成為諾森布里亞南部的諾斯人和北部的盎格魯撒克遜人之間的緩衝地區。  
在泰恩河以北，诺森布里亚人在班堡保持着一部分政治實力，王權能在這個地区继续實行。埃克伯特一世在876年擔任攝政，緊接著在位的是里西格和埃克伯特二世。根据12世纪历史学家達拉謨的西蒙的说法，埃克伯特一世是諾斯人的傀儡國王。872年，诺森布里亚人起兵廢黜埃克伯特一世，立里西格為王。 雖然《盎格鲁-撒克逊编年史》的A和E抄本称哈夫丹控制德伊勒并能在874年率軍進入泰恩河以北，將統治力擴及伯尼西亚，但在哈夫丹死后（约 877年）諾斯人难以守住伯尼西亚的北部领土。里西格和繼任者埃克伯特二世繼續維持盎格魯人在諾森布里亞的存在。埃克伯特二世的繼承人艾德伍爾夫繼承班堡的統治權，被稱為「北撒克遜人之王」（890-912年在位）。不過在艾德伍爾夫的統治結束後，這塊地區變成由數名伯爵統治，他們可能是諾森布里亞王朝的末裔。 
當威塞克斯人征服了被丹人統治的諾森布里亞南部領土後，蘇格蘭人入侵使諾森布里亞的領土縮減到蒂斯河和特威德河之間。殘存的土地形成諾森布里亞伯國，在成形中的英格蘭王國和蘇格蘭王國之間掙扎，最後以特威德河為界被兩國瓜分。 

### 重要国王

#### 埃塞爾弗里斯（593–616年在位）
埃塞爾弗里斯是第一位同时拥有德伊勒和伯尼西亞王位的國王 ，统治着亨伯河以北的所有盎格魯撒克遜人民。他在统治期間以多次战胜布立吞人和盖尔人而著称。 

#### 埃德温（616–633年在位）
埃德溫和埃塞爾弗里斯一样同時統治德伊勒和伯尼西亚王國。在他的统治下，曼島和北威爾斯的格溫內斯被併入諾森布里亞。埃德温於625年迎娶来自肯特郡的基督教公主埃塞爾伯。两年后，他皈依了基督教。 埃德温在633年與埃塞爾伯和麦西亚的异教徒國王彭达交戰陣亡。 他在死后被尊为圣人和烈士。 

#### 奥斯瓦尔德（634–642年在位）
奥斯瓦尔德是伯尼西亚国王，他在634年击败卡德瓦隆後收复了德伊勒王国。奥斯瓦尔德隨後统一了諾森布里亞，直到他於642年去世。作为一名虔诚的基督徒，奥斯瓦尔德不辭辛勞地在他的异教國度內传教。林迪斯法恩修道院正是在他统治期间建立的。奥斯瓦尔德於642年在卡德瓦隆中戰死於麦西亚的彭达手下，但与埃德温一样，奥斯瓦尔德在他死后被尊为圣人，他的影响力仍持续存在。 

#### 奥斯威（642–670年在位）
奥斯威是奥斯瓦尔德的弟弟，在奧斯瓦爾德死於马瑟菲尔德战役後继位。奧斯威成功為埃德温和奥斯瓦尔德復仇，在655年的溫韋德戰役中殺死彭達，使他成为第一位同时控制麦西亚王國的诺森布里亞王國的国王。 在他统治期间，他主持了惠特比教會會議，试图调和罗马和凯尔特基督教之间的分歧，最後他支持罗马傳統。奥斯威于670年因病去世，死前将德伊勒和伯尼西亚分给了他的两个儿子。 

#### 哈夫丹·朗納爾森（876–877年在位）
哈夫丹·朗納爾森是865年入侵英格兰的异教徒大军的维京领袖。據說他想为父亲的死向诺桑布里亞復仇，傳說他的父亲朗納爾·洛德布羅克是被諾森布里亞的埃勒所殺。虽然他仅在876年直接统治诺森布里亞约一年，但他立埃克伯特一世為傀儡國王，從867年統治到872年。哈夫丹于 877年在爱尔兰被杀，当时他试图重新控制都柏林，这是他自875年以来一直统治的土地。直到883 年古斯雷德接手之前未再有維京國王。 

#### 威塞克斯的埃塞尔斯坦 （927–939年在位）
924年至927 年，埃塞尔斯坦自稱為盎格鲁撒克逊人的國王，927年至939年則自稱為是英格蘭人的国王。他的称号转变反映了927年埃塞尔斯坦征服原屬諾森布里亞王國的維京約克王國。 英格蘭在他的统治下相当繁荣，在法律和经济等许多领域取得了长足的进步，但也经常与苏格兰人和维京人发生冲突。埃塞尔斯坦于939年去世，维京人重夺约克。普遍認為埃塞尔斯坦是最伟大的盎格鲁撒克逊国王之一，他的努力巩固了英格蘭王国的基礎。 

#### 约克的埃里克 （947–948、952–954年在位）
20 世纪初，历史学家確認约克的埃里克与挪威国王血斧埃里克为同一人，但近期的研究又质疑這種說法。 他兩度短暫擔任諾森布里亞国王。很少有關於他统治時期的相關历史文献，但埃里克似乎在947年將諾森布里亞的盎格魯─維京人聯合統治者趕下台，但又在948或949年被奪回。埃里克於952年重夺王位，但在954年再次被废黜。

#### 威塞克斯的埃德雷德 （946–954年在位）
威塞克斯的埃德雷德是埃塞尔斯坦與埃德蒙的同父异母兄弟，他們的父親都是長者愛德華。946年，他從埃德蒙手上繼承了名義上的諾森布里亞統治者，但不得不应对约克王沃尔夫與血斧埃里克的等維京國王的威脅。954年埃里克死后，他将诺桑布里亞永久併入英格兰王国 。

### 政治与战争
在公元737年到806年间，諾森布里亞有十位国王，他们都被谋杀、废黜、流放或成为修士。从 654年諾森布里亞王國的第一任国王奥斯威到954 年最后一位国王血斧埃里克之间，一共有四十五位国王，这意味着諾森布里亞國王平均在位時間只有六年半。在丹人统治諾森布里亞之前的25位国王中，只有4位是自然死亡。那些没有退位过隱修生活的過王，不是被废黜、被流放，就是被谋杀。丹人统治时期的国王，通常是更大的北海或丹麥帝國的國王，不然就是被任命的统治者。
諾森布里亞的继承傳統是世袭制，这使得王子若在成年前喪父，就特别容易被暗杀或篡位。一个值得注意的例子是奥斯雷德（Osred），他的父亲奧德弗里斯於705年去世，留下这个小男孩统治。
奥斯雷德统治初期從一次陰謀暗杀中倖存下来，但在19岁时成为另一名刺客的受害者。他在统治期间被一位有权势的主教威爾弗里德收养。 在諾森布里亞，教會勢力影響宫廷並不罕見，通常在國王年紀尚幼或缺乏经验的的時期最为明显。同樣地，根据统治者的情形，長老或王室顾问在諾森布里亞的權勢有增有减。 
在丹人入侵之前，諾森布里亞王國的战争對手主要是北方的皮克特人。諾森布里亞對皮克特人的戰爭很成功，直到685年的鄧尼赫坦戰役終止了諾森布里亞向北擴張，这场战役也為两个王国劃定了边界。丹人統治时期的战争主要是諾森布里亞王國對抗其他盎格魯撒克遜王國。

## 宗教

### 罗马時代與後罗马不列颠
在羅馬帝國的统治下，亨伯河以北的布立吞人接受基督教信仰。事实上，约克早在四世纪就有一位主教治理。公元5世纪初罗马人离开不列颠之後，基督教没有消失，而是与凯尔特异教以及其他許多異教並存。盎格鲁撒克逊人在定居时带来了他们自己的日耳曼异教信仰和习俗。在伯尼西亚的耶弗林，考古挖掘发现了异教神殿、动物祭祀和仪式墓葬的证据。

### 盎格鲁撒克逊人皈依基督教
第一位皈依基督教的諾森布里亞國王是埃德溫。他於627年由約克的保利努斯受洗。此后不久，许多人民追隨他皈依新宗教，直到埃德温於633年被杀后才回归异教。保利努斯是约克主教，但只擔任一年。 
諾森布里亞在爱尔兰教士艾丹的指导下永久皈依基督教。他於635年使國王奥斯瓦尔德皈依，並致力於向諾森布里亞人民傳教。奥斯瓦尔德因而将主教座从约克迁至林迪斯法恩。 

### 修道院和重要人物
艾丹於635年在苏格兰爱奥那的科倫班修道院基础上建立林迪斯法恩修道院。 主教座也转移到林迪斯法恩，成为諾森布里亞的宗教中心。直到 664 年，主教团才离开林迪斯法恩返回约克。整个八世纪，林迪斯法恩聯繫了許多重要人物：创始人艾丹，他的學生威爾弗里德，修會成員暨一名隱士卡斯伯特，他們都成為了主教和圣人。艾丹協助一名愛爾蘭修女希厄在哈特爾浦建立兩座修道院，她後來也被尊為聖人。
諾森布里亞的基督教文化受到歐陸和爱尔兰影響。特别是在威尔弗里德前往罗马後，放弃了凯尔特教会传统，转而支持罗马傳統。660年，他回到不列顛後成為里彭新修道院的院長。威尔弗里德在惠特比教會會議上主张接納罗马权威。蒙克韋爾矛斯─雅羅雙修道院由贵族班尼狄克·比斯科普在673 年和681年建立。比斯科普成为第一任修道院院長，他六次前往罗马为图书馆购买书籍。他的继任者切奧爾弗里斯院長继续增加館藏数量，有人估计图书馆藏有200多本书。中世紀早期知名史學家比德便受益於這座圖書館。 
七世纪初，保利努斯在约克建立了一所学校和一座大教堂，但没有建立修道院。约克大教堂的学校是英格兰最古老的学校之一。到8世纪后期，学校拥有一間重要的图书馆，估计藏有一百本书。查理曼的宮廷教師阿爾昆在782年前往法蘭克之前曾是這所學校的学生和教师。

### 惠特比教會会议
664年，奥斯威国王召開惠特比教會会议，决定應遵循罗马傳統或爱尔兰傳統。由于諾森布里亞人是在凯尔特教士的傳教下皈依，因此愛爾蘭凱爾特人定義下的复活节和剃髮禮日期得到如林迪斯法恩修道院等许多人的支持。羅馬教會在諾森布里亞也有代表人物，如里彭修道院院长威爾弗里德。到620年，雙方都指控对方的复活节纪念活动与伯拉纠異端有關。奧斯威在惠特比會議中决定诺森布里亚全國采用罗马傳統，从而使诺森布里亚与英格兰南部各國及西欧保持一致。拒绝服从的神职人员，包括林迪斯法恩的凯尔特主教科尔曼，返回了爱奥那。 诺森布里亚的主教席位从林迪斯法恩转移到约克，后者于 735年成為大主教

### 斯堪的纳维亚的劫掠、定居和文化影响
自793年维京人对林迪斯法恩修道院的劫掠開始，诺森布里亚的修道院就不斷受到劫掠。林迪斯法恩福音书成功幸存下来，但诺森布里亚的修道院文化自9世纪初进入衰退期。维京人对基督宗教中心的反复劫掠是手稿寫作和修道院社群文化減少的原因之一。 
867年后，诺森布里亚王國被維京军队控制，大量的斯堪的纳维亚移民涌入，他们的宗教信仰有着丰富的神话。在约克王国内，雖然戰爭與劫掠逐漸平息，但没有证据表明斯堪的纳维亚移民的信仰取代基督教，他们反而逐渐接受基督教，并将他们的文化与新宗教融合在一起。这可以在石碑雕刻和圓環十字架中看到，例如戈斯福斯十字架。 在九世纪和十世纪，教区教堂的数量有所增加，通常會有融合斯堪的纳维亚设计的石雕。 

## 文化

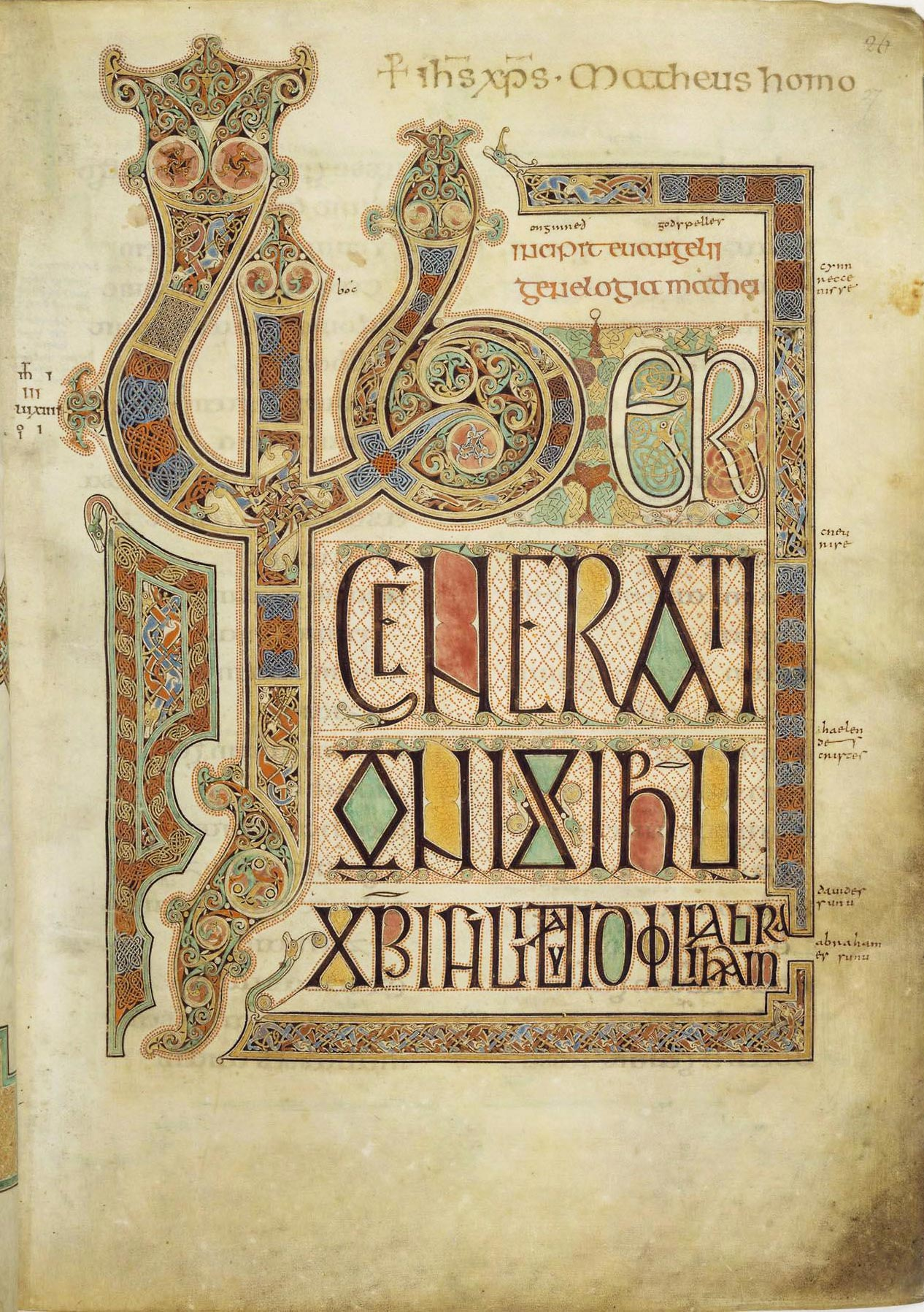
林迪斯法恩福音书的書頁（约700 年），特色是动物形狀的繩结圖樣。

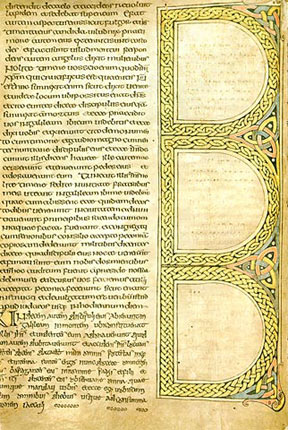
達拉謨福音殘頁中的马太福音版权页，繪有非动物形狀的繩結图案。

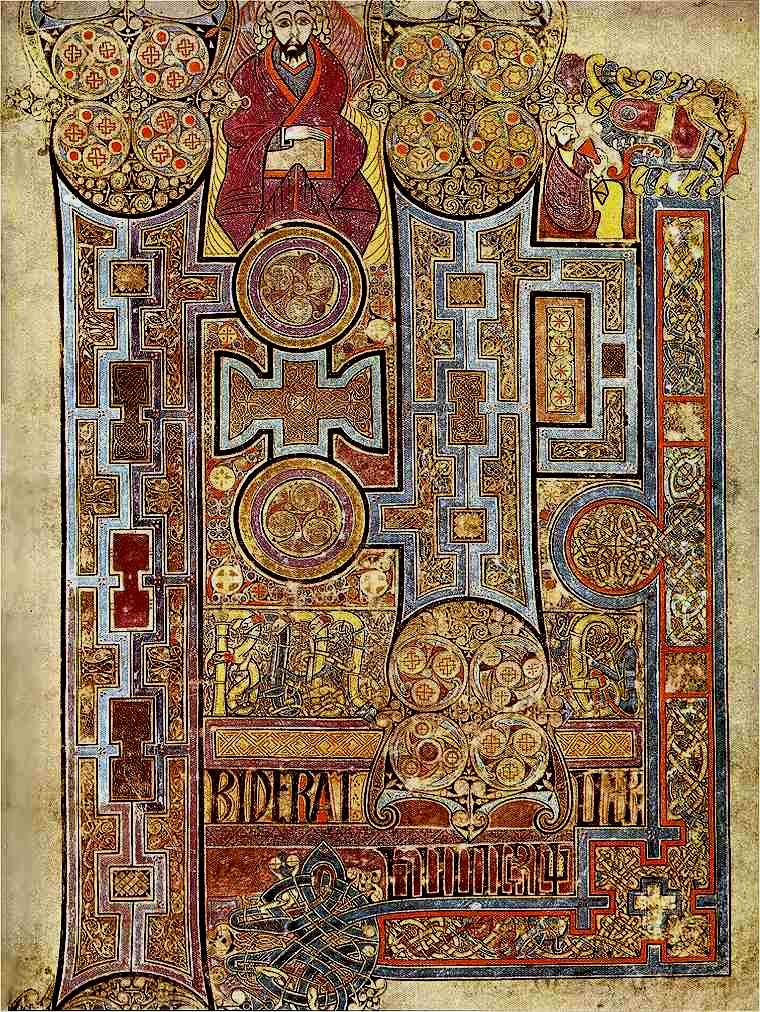
凯尔斯之书（约800年）中，装饰华丽的约翰福音文本。

### 诺森布里亚的黄金时代
诺森布里亚的基督教文化受到歐陸和爱尔兰影响，促进了大量的文学和艺术作品產生。

#### 愛爾蘭海岛艺术
在诺森布里亚傳播基督教并建立林迪斯法恩等修道院的爱尔兰僧侣，也傳入了愛爾蘭風格的艺术和文学创作。 林迪斯法恩的埃德弗里斯以海島藝術的风格制作了林迪斯法恩福音书。 
爱尔兰僧侣带来了古老的凯尔特装饰传统，即螺旋、卷轴和双曲线等曲线形式。这种风格与盎格鲁撒克逊金屬器上传统的抽象装饰相结合，其特点是具有鲜艳的色彩和动物形象的繩結图樣。 
海岛艺术具有丰富的象征意义，其特色是著重几何设计而非自然主义的表现，喜欢平面色塊，以及使用复杂的繩結圖樣。 这些元素都出现在８世紀的林迪斯法恩福音书中。海島風格後來传入欧陆，对加洛林藝術产生了巨大的影响。 

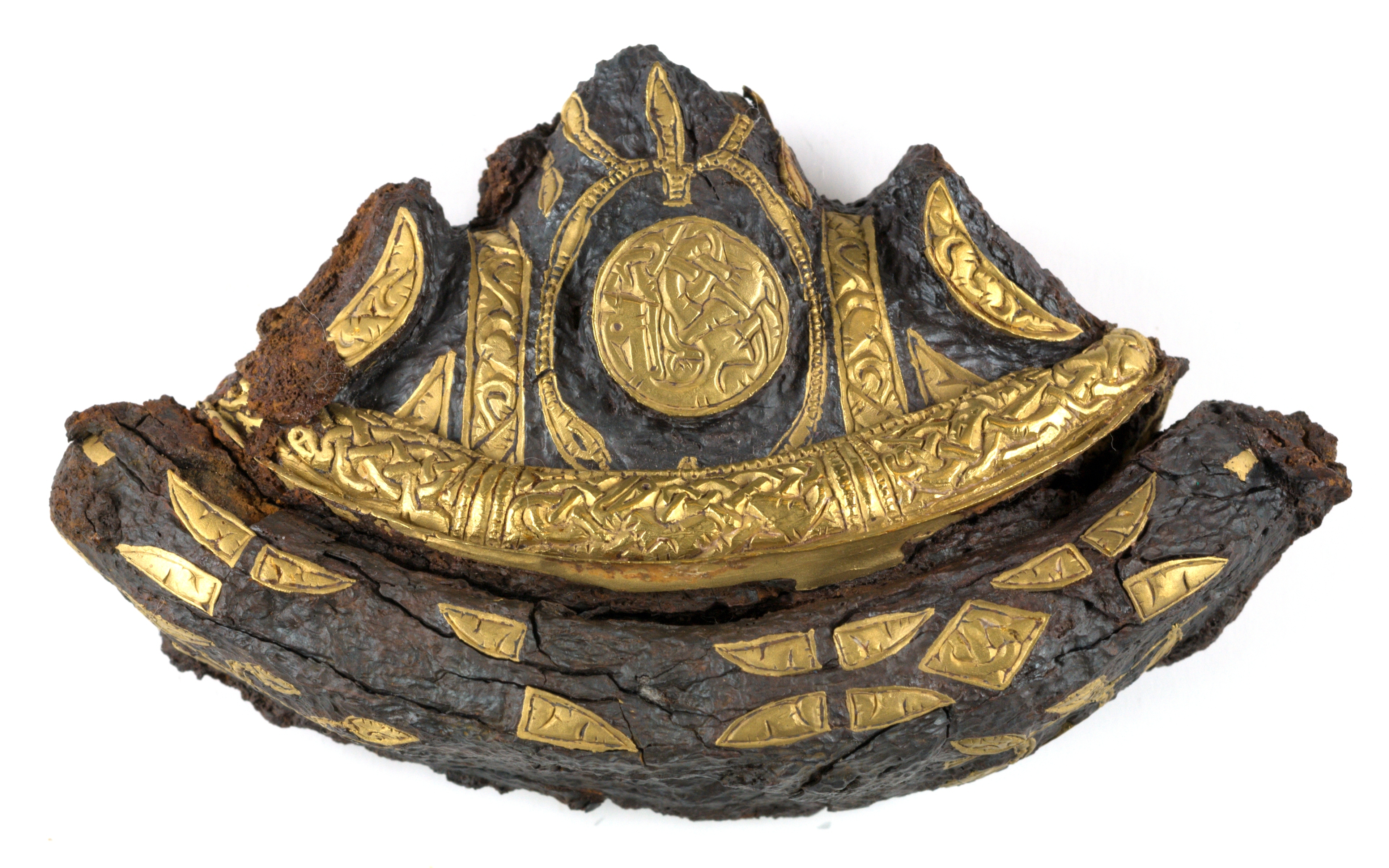
比戴爾窖藏中發現的鑲金箔劍柄。

海島风格不仅用在手稿和金属器上，也可以在雕塑中看到，例如魯思韋爾十字架和比尤卡索十字架 。793年，維京人对林迪斯法恩的襲擊标志着维京人入侵的开始，嚴重限縮了盎格鲁撒克逊物質文化的生产和存續，也预示著諾森布里亞黃金時代的終結。尽管如此，在随后的几年里像伊斯比十字架这样视觉丰富的作品也仍在制作中。

#### 文学
尊贵的比德（673-735年）是盎格鲁撒克逊时期最著名的作家，也是諾森布里亞本地人。他的著作《英吉利教會史》  （完成于731年）成为后来历史学家的參考模板，本身也是重要的历史记录， 并且其中大部分內容也集中描寫諾森布里亞。  比德也以神学著作、圣诗和散文而闻名。 在惠特比教會會議后，欧陆對諾森布里亞文化的影響越來越多。8世纪末，蒙克韋爾矛斯─雅羅雙修道院大量製作比德著作的抄本，以满足欧陆的需求。 
諾森布里亞也是几位盎格鲁撒克逊基督教詩人的故乡。詩人卡德蒙在聖希爾達（614-680年）於惠特比修道院擔任院長期间（657-680年）居住於院內。根据比德的说法，他「习惯于创作宗教诗句，因此无论从圣经中得到什么解释，他很快就会用英语（他的母语）将同样的内容转化为充满甜蜜和谦逊的诗意表达。许多人的心常常因他的诗句而激起對凡間的反感，嚮往天堂。」 他唯一幸存的作品是《卡德蒙的讚美詩》。留下如《使徒們的命運》、《朱莉安娜》、《埃琳娜》與《基督升天》等眾多作品的作家朱莉安娜，也被认为是諾森布里亞人或麥西亞人。  

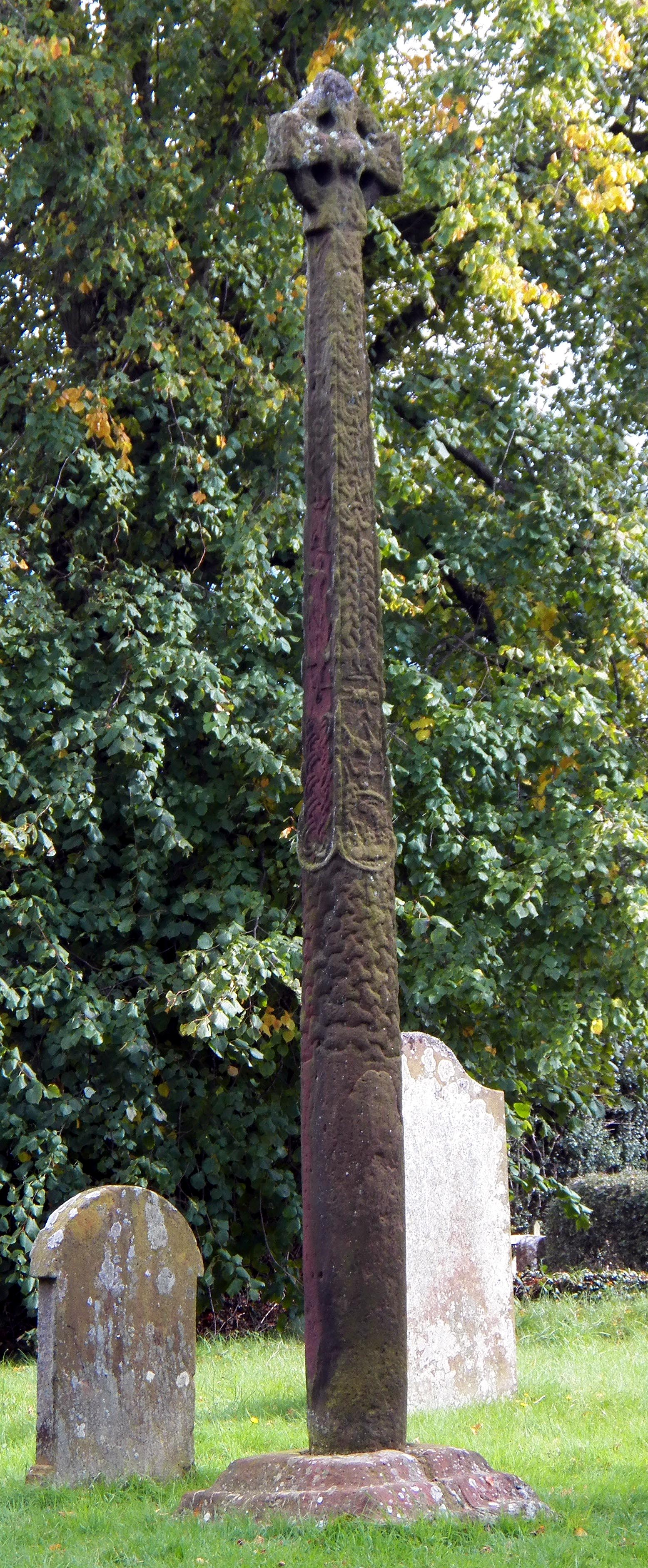
戈斯福斯十字架

### 斯堪的纳维亚人與丹人區
从约800年开始，丹人对不列颠群岛的的劫掠為居民帶來恐慌，但為丹人社會帶來了貿易與發財機會。865年，丹人没有发动劫掠，反而是率領大軍登陸東盎格利亞王國，并于867年征服了包括諾森布里亞王國在内大量土地，被称为丹人區 。起初，斯堪的纳维亚人虽然有很大的政治影響力，但在文化上相比英格蘭人民仍屬弱勢。例如說只有很少数斯堪的纳维亚單字被融入古英語，主要都是军事和技术相關的單字。然而到了900年代初，斯堪的纳维亚傳統的人名與地名命名方式变得越来越流行，斯堪的纳维亚的傳統藝術風格也大為流行，例如以北欧神话、动物和战士為形象的裝飾。尽管如此，在土地權狀、编年史和法律中僅有零星地提到「丹人」，表示在諾森布里亞王国尚存的時代，英格兰东北部的多数居民如其他盎格魯撒克遜人一般並未歸化為丹人。 
盎格魯撒克遜、斯堪的納維亞、基督教與異教等視覺圖形共存的狀況可以在石雕中發現。不過混合异教和基督教图案的传统并不是丹人独有的。弗蘭克骨灰盒据信是8世紀初於諾森布里亞製作，表面同時描繪著日耳曼传说、罗马建國以及罗马教会故事的。 可追溯到10世纪初的戈斯福斯十字架高4.4米，雕刻着神话野兽、北欧诸神和基督教象征。 石雕并非斯堪的纳维亚本土文化的表現，丹人區内的石碑激增表明英格蘭人对维京定居者的影响。戈斯福斯十字架的一侧描繪基督受难；另一側則是诸神黄昏的场景。这些独特的宗教文化融合可以在抹大拉的玛丽亚被描绘成女武神得到进一步体现。 尽管人们将这幅肖像画解读为基督教战胜异教的結果，但在北歐人逐渐皈依的过程中，维京人最初有可能只是將基督教神接納為北歐眾神的一員。 這種獨特盎格鲁-斯堪的纳维亚文化表明皈依基督教並不只是信仰的改变，还需要将其文化結構進行同化、整合和修改。 

## 经济

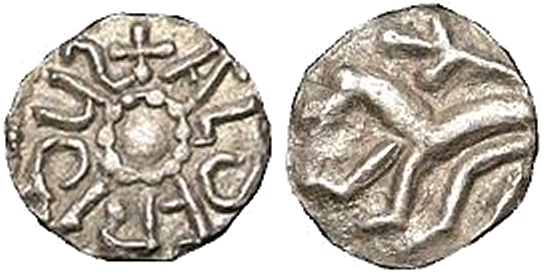
奧德弗里斯 (諾森布里亞)（686–705年）的厚銀幣。正面：+AldFRIdUS與球狀套环。
背面：面左的叉尾狮。

諾森布里亞的经济主要仰賴农业，牲畜和土地交易在當地十分繁盛。 約在9世紀中，敞田制很可能成為主要的農耕型態。與大多英格兰东部地区一样，諾森布里亞以出口穀物、白银、皮革和奴隶為主。 8世紀从法蘭克地區进口的商品包括油、奢侈品和文具用品。   特别是在793 年之后，与斯堪的纳维亚人衝突、贈禮和的贸易帶動北海两岸建立緊密的經濟關係。

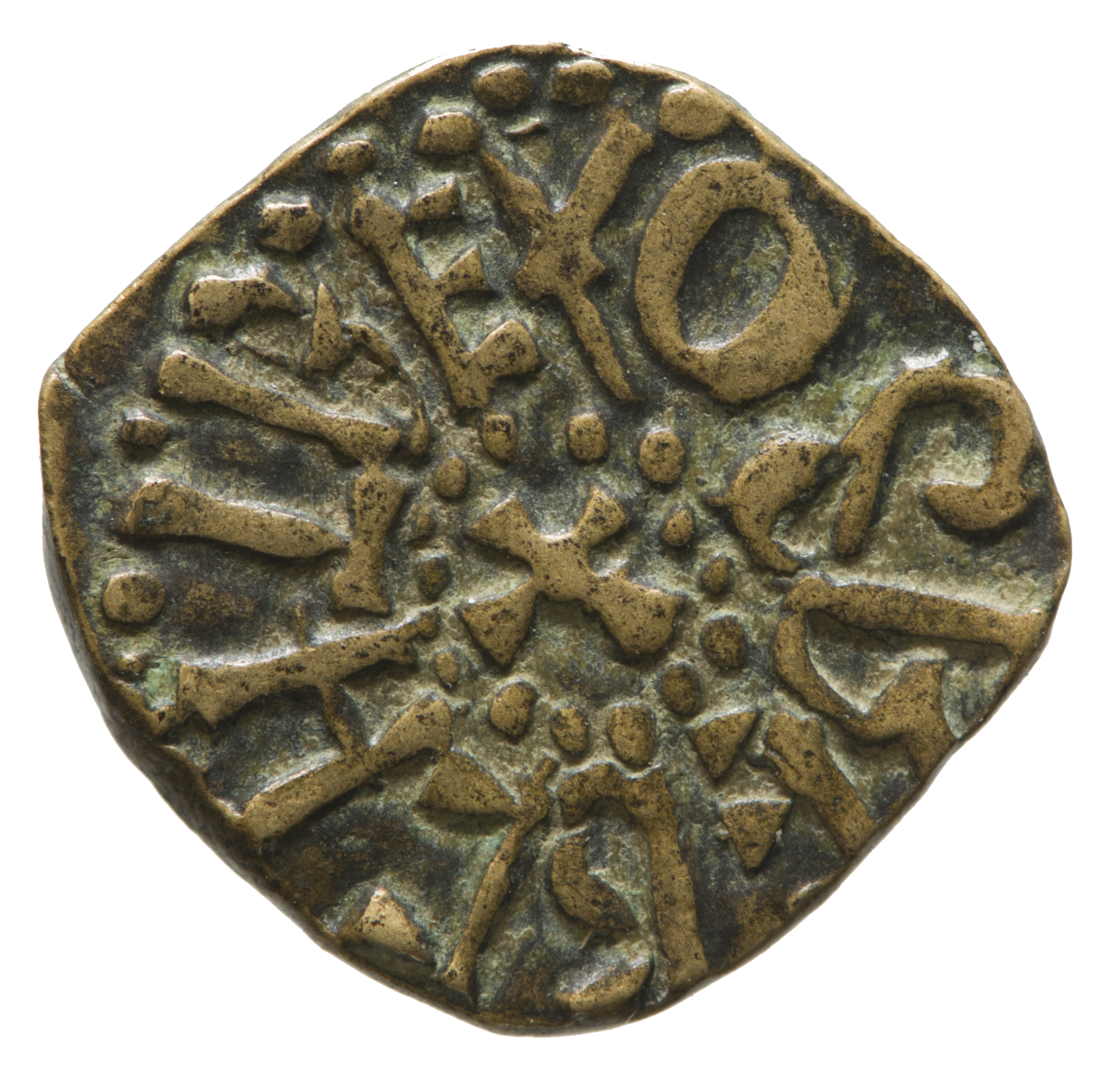
奧斯伯特王的銅合金硬幣正面

当貨幣交易在7世紀後期重新取代以物易物成為主流後，諾森布里亞以国王之名發行貨幣，顯示王家有对货币管制能力。諾森布里亞的王家硬幣在很長一段時間成為不列顛特有的存在。奧德弗里斯王（685–705年在位）在約克铸造了諾森布里亞最早的银币。接者有以埃德伯特王與其兄弟約克主教埃格伯特之名鑄造的王家硬幣。这些硬币主要都是較小的厚銀幣 ，相對較大的法蘭克金幣與羅馬硬幣更適合用於日常交易。 到了埃恩雷德國王統治期間，硬币的含銀量持續下降，直到被铜合金取代，这種硬币通常被称为「斯提卡」（stycas），名稱源自古英文styċċe，意為「塊」。斯提卡在王國中做為主要貨幣一直使用到約860年代或更晚。2012年被發現的比戴爾窖藏中可以看到高價值的金屬錠、金銀制的劍飾和项链。 

## 語言
在比德的時代，不列顛島有五种主要语言：古英语、布立吞語、爱尔兰语、皮克特语和拉丁语。諾森布里亞方言是古英語的四大方言之一，其他分別是麥西亞方言、威塞克斯方言和肯特方言。
從对书面文本、飾品、符文和其他有效来源的分析表明，諾森布里亞方言的母音发音方式和威塞克斯方言不同。 即便從凯尔特语族（如布里吞人的通用布里吞語和爱尔兰传教士的古爱尔兰语）借用的外來语很少，但一些地名如德伊勒和伯尼西亞都是源自凯尔特部落。除了比德时代的五种语言之外，由於九世纪北歐人在英格兰北、东部建立定居點，因此又多了古諾斯語，对諾森布里亞方言产生了强烈影响。
北歐人的定居為該地區帶來了許多地名，并为古英语的字彙、句法和语法做出贡献。古英语和古諾斯語有許多相似的基礎詞彙，結果使他們互相不同的單字結尾被捨棄掉。保守估計，標準英語中的外來語單字大約有900個，若計入古英語方言的話則來到數千個單字。

## 腳註
1. ↑  除了伯尼西亞與德伊勒之外，諾森布里亞的其他重要城市也有布立吞古地名。諾森布里亞學者比德（約731年）與威爾斯編年史家內尼厄斯（9世紀）皆為當時的權力中心提供布立吞地名，例如稱首都班堡為Din Guaire。[5][6][7][4]

## 延伸閱讀

### 第一手資料
- Ager, B.M. . Portable Antiquities Scheme. 2012  [13 May 2016]. （原始内容存档于2022-04-10）.
- Allot, Stephen. . William Sessions Limited. 1974. ISBN 978-0900657214.
- Alcuinus, Flaccus Albinus. . Documenta Catholica Omnia. Cooperatorum Veritatis Societas. 2006  [3 April 2016]. （原始内容存档于2010-01-06）.
- Bede. Colgrave, Bertram; Mynors, R. A. B. , 编. . Oxford: Clarendon Press. 1969. ISBN 978-0-19-822202-6. (Parallel Latin text and English translation with English notes.)
- Bede. Colgrave, Bertram; McClure , 编. . Oxford: Oxford University Press. 2008. ISBN 978-0199537235.
- Bede. Miller, Thomas , 编. . London: Published for the Early English Text Society by Oxford University Press. 1898.
- Bede. Latham, R. E. , 编. . Translated by Leo Sherley-Price. London: Penguin Books. 1990. ISBN 9780140445657.
- Bede; Eddius Stephanus; Farmer, David Hugh. . Harmondsworth, Middlesex, England: Penguin. 1983. ISBN 9780140444377.
- Arnold, Thomas (编). . Symeonis Monachi Opera Omnia 2. London. 1885: 1–283.
- Roger of Wendover. Coxe, Henricus , 编. . Sumptibus Societatis. 1842.
- Nennius. . Cribyn: Llanerch Press. 2005. ISBN 9781861431394.
- Stevenson, Joseph (编). . The Church Historians of England 3. London: London] Seeleys. 1885: 425–617.
- Sturluson, Snorri. Hollander, Lee M , 编. . Austin: Published for the American-Scandinavian Foundation by the University of Texas Press. 1964. ISBN 9780292732629.
- Swanton, Michael (编). . London: Dent. 1996. ISBN 9780460877374.

### 第二手資料
- . Encyclopædia Britannica Online. 2016  [2021-08-28]. （原始内容存档于2022-07-11）.
- Adams, Max. . London: Head of Zeus. 2014. ISBN 9781781854204.
- Carver, Martin. . Boydell Press. 2005  [2021-08-28]. ISBN 978-1-84383-125-9. （原始内容存档于2019-12-28）.
- Gradon, P.O.E. (编). . London: Methuen. 1958  [2021-08-28]. （原始内容存档于2022-05-31）.
- Higham, N J. . Dover, NH: A. Sutton. 1993. ISBN 9780862997304.
- Bosworth, Joseph. . Clarendon Press. 1898  [2021-08-28]. （原始内容存档于2022-05-30）.
- Butler, Alban. . Dublin: James Duffy. 1866.
- Baugh, Albert C.  5. London: Routledge. 2002. ISBN 9780415280990.
- Berg, Knut. . Journal of the Warburg and Courtauld Institutes. 1958, 21 (21 (1/2)): 27–30. JSTOR 750485. doi:10.2307/750485.
- Clutton-Brock, Arthur. . London: George Bell & Sons. 1899  [2021-08-28]. （原始内容存档于2022-05-30）.
- Corning, Caitlin. . New York: Palgrave Macmillan. 2006. ISBN 9781403972996.
- Cuesta, Julia Fernández; Ledesma, Nieves RodrÍguez; Silva, Inmaculada Senra. . Studia Neophilologica. 2008, 80 (2): 132–159. ISSN 0039-3274. doi:10.1080/00393270802493217.
- Downham, Clare. . Medieval Scandinavia. 2004, 14: 51–77.
- Downham, Clare. . Dunedin Academic Press. 2007  [2021-08-28]. ISBN 978-1-903765-89-0. （原始内容存档于2016-05-15）.
- Fleming, Robin. . London: Penguin Books. 2010. ISBN 9780140148237.
- Fairless, Peter J. . York, England: W. Sessions. 1994. ISBN 9781850721383.
- Foot, Sarah. . Yale University Press. 12 July 2011  [2021-08-28]. ISBN 978-0-300-12535-1. （原始内容存档于2022-05-31）.
- Goffart, Walter A. . Princeton, N.J.: Princeton University Press. 1988. ISBN 978-0-691-05514-5.
- Hadley, Dawn, , Early Medieval Europe, 2002, 11 (1): 45–70, doi:10.1111/1468-0254.00100 （英语）
- . Encyclopædia Britannica Online.   [13 May 2016]. （原始内容存档于2022-07-11）.
- Hope-Taylor, Brian. . Department of the Environmental Archaeological Reports. London: Leicester University Press. 1983.
- Karkov, Catherine E. . Boydell Press. 2011  [2021-08-28]. ISBN 978-1-84383-628-5. （原始内容存档于2022-05-31）.
- Kirby, D. P. . Unwin Hyman. January 1991  [2021-08-28]. ISBN 978-0-04-445692-6. （原始内容存档于2022-05-31）.
- Lapidge, Michael. . OUP Oxford. 26 January 2006  [2021-08-28]. ISBN 978-0-19-153301-3. （原始内容存档于2022-05-31）.
- Lapidge, Michael; Blair, John; Keynes, Simon; Scragg, Donald. . John Wiley & Sons. 2 October 2013. ISBN 978-1-118-31609-2.
- Leach, Arthur Francis. . Macmillan. 1915  [2021-08-28]. ISBN 9780722229033. （原始内容存档于2022-05-30）.
- MacLean, Douglas. Catherine E. Karkov; Michael Ryan , 编. . SUNY Press. 1997: 79–98. ISBN 978-0-7914-3455-0.
- Munch, Peter Andreas; Olsen, Magnus Bernhard. . The American-Scandinavian Foundation. 1926  [2021-08-28]. ISBN 9780404045388. （原始内容存档于2022-05-31）.
- Neuman de Vegvar, Carol L. . University Microfilms. 1990  [2021-08-28]. （原始内容存档于2022-05-31）.
- Nordenfalk, Carl. . New York: George Braziller. 1976. ISBN 978-0-8076-0825-8.
- Owen-Crocker, Gale R. . Manchester, UK: Manchester University Press. 1986.
- Pächt, Otto. . H. Miller Pub. 1986  [2021-08-28]. ISBN 978-0-19-921060-2. （原始内容存档于2022-05-31）.
- Petts, David, Dr.; Turner, Sam, Dr. . Isd. 2011  [2021-08-28]. ISBN 978-2-503-52822-9. （原始内容存档于2022-06-01）.
- Rollason, David. . Cambridge, UK ; New York: Cambridge University Press. 25 September 2003  [2021-08-28]. ISBN 978-0-521-81335-8. （原始内容存档于2022-05-30）.
- Richards, J. D. . B.T. Batsford. 1 January 1991  [2021-08-28]. ISBN 978-0-7134-6519-8. （原始内容存档于2022-05-31）.
- Schapiro, Meyer. . London: Chatto & Windus. 1980. ISBN 978-0-7011-2514-1.
- Sawyer, Peter. . Oxford: Oxford Scholarship Online. 2013. ISBN 9780199253937. doi:10.1093/acprof:oso/9780199253937.001.0001.
- Stenton, Frank M. . OUP Oxford. 7 June 2001  [2021-08-28]. ISBN 978-0-19-280139-5. （原始内容存档于2022-05-31）.
- Goffart, Walter. . Notre Dame, Ind: University of Notre Dame Press. 2005. ISBN 9780268029678.
- Venning, Timothy. . Amberley Publishing Limited. 30 January 2014  [2021-08-28]. ISBN 978-1-4456-2459-4. （原始内容存档于2022-06-01）.
- Williams, Ann; Alfred P. Smyth; D. P. Kirby. . Psychology Press. 1991. ISBN 978-1-85264-047-7.
- Woodman, D. A. . Northern History. March 2015, LII (1). OCLC 60626360.
- Wood, Ian. .
- Woolf, Rosemary. . London: Methuen. 1955.
- Wormald, Patrick. . Oxford: Blackwell. 1999. ISBN 978-0-631-13496-1.
- Yorke, Barbara. . Seaby. 1 January 1990  [2021-08-28]. ISBN 978-1-85264-027-9. （原始内容存档于2022-05-31）.